# Le prévôt et les échevins de la ville de Paris délibérant d'une fête en l'honneur du dîner de Louis XIV à l'hôtel de ville après sa guérison en 1689

Le prévôt et les échevins de la ville de Paris délibérant d’une fête en l'honneur du dîner de Louis XIV à l'hôtel de ville après sa guérison en 1689 est un tableau peint par Hyacinthe Rigaud en 1689 et aujourd'hui exposé au musée de Picardie, à Amiens.

## Genèse
Le 14 juillet 1689, le sculpteur Antoine Coysevox fut chargé de remplacer la statue en marbre de Louis XIV érigée en 1654 par Gilles Guérin dans la cour de l’hôtel de ville de Paris, laquelle représentait le roi en jeune héros romain foulant aux pieds la figure allégorique de la Fronde. La statue par Coysevox trône aujourd'hui au centre de la cour d'honneur de l'hôtel Carnavalet, devenue aussi cour Louis XIV d'entrée de l'actuel musée parisien Carnavalet d'histoire de Paris.
En effet, à l’occasion de la réconciliation entre le roi et sa capitale traditionnellement rebelle, le monarque était venu dîner à l’hôtel de ville, le 30 janvier 1687. Cette visite donna lieu à de nombreuses festivités et à la production de nouvelles œuvres d’art. Ainsi, dès le 8 août suivant, le Prévôt et les échevins décidèrent de faire du 30 janvier le sujet du traditionnel tableau exécuté à la fin de chaque prévôté. 
À la fin de celles présidées par le prévôt Henri de Fourcy, le 1er avril 1689, il semble qu’un contrat ait été passé avec Nicolas de Largillierre. Bien que son tableau soit aujourd’hui perdu, nous en conservons actuellement un certain nombre d’esquisses préparatoires (musée de l’Ermitage et musée du Louvre).

## Les esquisses
L’existence de deux esquisses de la main de Hyacinthe Rigaud semble prouver que l’artiste fut un temps pressenti mais l’affaire, pour une raison inconnue, ne se fit pas. À quelques variantes près pourtant, les deux artistes ont travaillé sur le même schéma de composition. Ils ont réparti en deux groupes le prévôt, les quatre échevins, le procureur, le greffier et le receveur, de part et d’autre d’une table, dans une salle dont le mur de fond est occupé par un grand tableau représentant le dîner à l’Hôtel de Ville. Les termes du contrat de Largillierre sont assez précis : « sur le devant les officiers du bureau de la ville assis et délibérant sur les marques les plus éclatantes qu’ils peuvent laisser à la postérité de l’honneur que la ville a reçu, et sur le derrière du dict tableau le festin de ceste grande journée dans une manière de second tableau […] ». Dans notre esquisse, on voit très clairement les échevins discutant du projet statuaire de Coysevox qui, chez Rigaud (et contrairement à Largillierre qui peint ostensiblement l’œuvre), est matérialisé par un dessin roulé que tient le greffier. On pourrait même reconnaître, à l’extrême gauche, Coysevox et son assistant présentant la maquette. Rigaud, en véritable historien ici, souligne la participation de tous les arts en plaçant au premier plan les emblèmes académiques : « à côté du globe terrestre du géomètre, l’équerre et le compas de l’architecte, le buste, le maillet et le ciseau du sculpteur, la palette et les pinceaux du peintre ». Quarante ans après Rigaud et Largillierre, Jean-François de Troy reprendra exactement leur parti dans une esquisse conservée au musée Carnavalet (1729). 

### Attribution d'une esquisse à Hyacinthe Rigaud

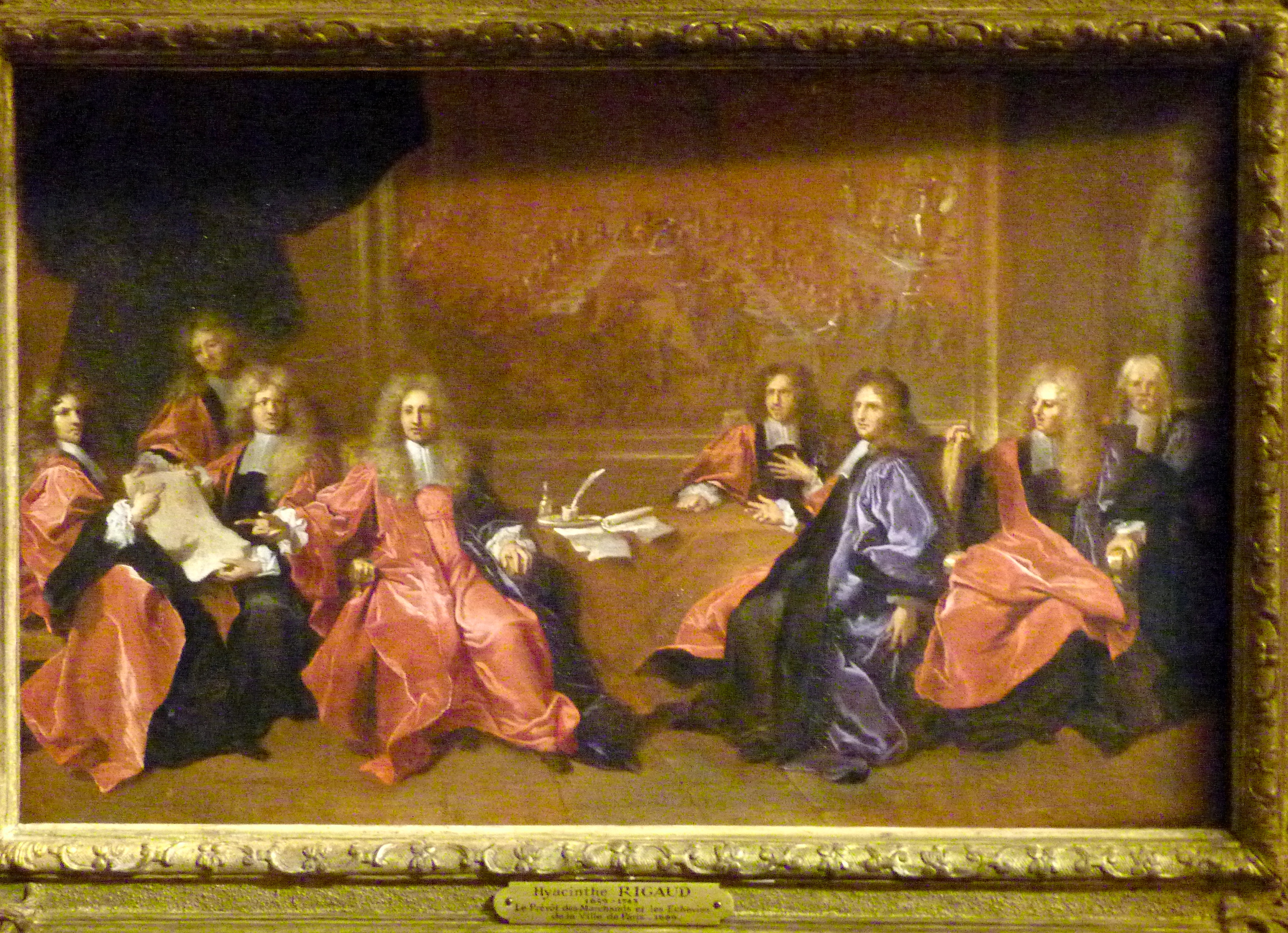
L'esquisse de Rigaud de la collection Lastic.

L’esquisse d’Amiens fut longtemps attribuée à Largillierre depuis le XIXe siècle. En 1937, Gaston Brière mit en doute cette attribution, convaincu que sa facture sèche ne pouvait être de Largillierre. 
En 1976, Georges de Lastic attribuait cette esquisse à Hyacinthe Rigaud, s’appuyant sur sa parenté avec l’autre esquisse en sa possession et qui, selon lui, portait la signature de l’artiste avant son rentoilage. Il identifie à cette occasion les quatre échevins de droite comme étant Henry Herlau, Pierre Lenoir, Claude Bellier et Vincent Marescal ; les trois derniers ayant signé le contrat passé avec Largillierre. Mais vu l’état d’esquisse des visages nous ne pouvons identifier que les personnages centraux par leurs vêtements officiels : Henri de Fourcy (prévôt) à gauche de la table avec une soutane rouge et robe de velours mi-rouge, mi-tanné ; Jean-Martin Mitantier, greffier, debout à gauche en arrière-plan ; Nicolas Boucot à droite de Mitantier en manteau de velours tanné ; Louis-Maximilien Titon, procureur du roi en robe rouge à gauche d’Henry de Fourcy (voir Le Roux de Lincy 1844, 1re partie, p. 43, 2e partie, p. 55, & Hartmann 1908, p. 293-294). C’est également à Lastic que nous devons l’identification de Coysevox, debout à gauche.

### Le sujet représenté
Cependant, dans une brochure imprimée décrivant les tableaux et les statues qui ornaient la cour de l’Hôtel de ville en 1689, c’est un tout autre tableau qui est indiqué comme commémorant la commande de cette même statue : « La ville de Paris sous la figure d’une femme anonyme couronné de Tours, et vestue d’un long manteau brodé de petits vaisseaux et de fleurs de lys […] présente au Roi des arts, la peinture, la sculpture, la gravure, et supplie sa majesté de leur permettre de travailler a ses images un temps ou la France est remplie de tant d’habiles maîtres ». 
Les esquisses de Rigaud ne présentent donc pas la commémoration de l’inauguration de la statue de Coysevox mais le dîner de 1687. Sans doute s’agit-il d’esquisses se rapportant aux délibérations sur le choix d’autres œuvres d’art commandées par les échevins : un buste (sculpture), une palette (peinture), un compas et une règle (gravure).